# Трон Людовізі
Трон Людовізі або Народження Афродіти (італ. Trono Ludovisi) — давньогрецький мармуровий рельєф, датований V ст. до н. е., складається з трьох частин. Центральна, як вважають, зображує богиню Афродіту у момент народження, разом з двома жінками, що допомагають їй вийти з морських хвиль. Бокові частини містять зображення ще двох жінок, з яких одна (одягнута) здійснює жертвопринесення, а друга (оголена) грає на музичному інструменті — авлосі. Подібний тип зображення Афродіти відомий як «Афродіта Анадіомена». «Трон Людовізі» — традиційна і неточна назва рельєфу.

## Історія знахідки та придбання
Блок білого мармуру з трьома рельєфами був знайдений 1887 року під час розкопок на території колишньої Вілли Людовізі. В давньоримські століття тут були розташовані відомі сади Саллюстія. Блок білого мармуру був переданий на зберігання до Вілли Людовізі, звідки його неточна і традиційна назва. Фінансові труднощі примусили родину Людовізі розпродати власну колекцію скульптури. Серед придбаних Урядом Італії речей був і трон Людовізі. Придбання відбулося 1894 року.

## Опис твору

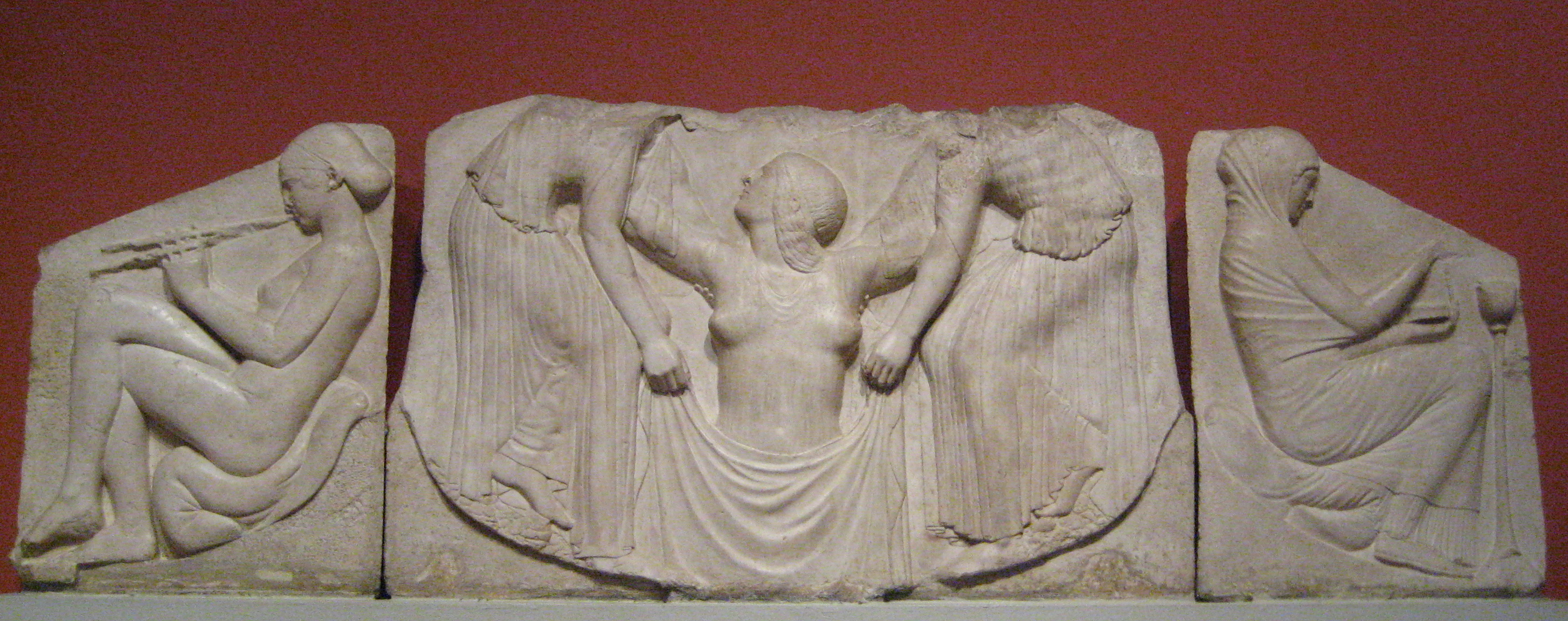
Штучна розгортка всіх рельєфів.

Так званий трон — це блок білого мармуру з похиленою частиною. Вважають, що колись він слугував постаментом під скульптуру Афродіти. Тематично з нею були пов'язані і рельєфи на трьох поверхнях блока.
Дві трикутні бічні стулки блока економно використані для зображення жіночих фігур, котрі зайняли усю трикутну поверхню. На першій — оголена дівчина, яка грає на авлосі. Довго шукали аналоги. Був знайдений аналог на посудині з Аттики із зображенням оголеної гетери на псіктері VI ст. до н. е., котрий розфарбував Ефроній — вазописець і гончар кінця 6 — початку V століття до н. е.
На другій стулці — серйозна матрона готує ладан (?), аби воскурити його на честь богині. На відміну від оголеної гетери вона трохи сумна і повністю закрита одягом. Її постать іноді пов'язують із зображенням Пенелопи, що чекає повернення Одіссея.
Найбільшу зацікавленість викликає рельєф на прямокутному боці. Незважаючи на пошкодженість верхівки з жіночими голівками, рельєф непогано зберігся. Дві служниці допомагають богині підвестися на ноги і прикривають її оголеність драпуванням. Іконографія сцени не має аналогів серед збережених творів античної доби. Думки розійшлися від визнання артефакту оригіналом до неприйняття і думок про його копійність. Це викликало наукові дискусії щодо сюжету. Запропоновано чотири різні інтерпретації:
- Перша, найбільш поширена — це сюжет з народженням Афродіти. Служниці стоять на прибережних камінцях. Вологий хітон богині налип на тіло і справляє враження малих струмків, що омивають тіло богині.
- Друга — це сюжет з Персефоною, що виходить із тріщини в землі і сприяє пробудженню світу від зими.
- Третя — це сюжет з Герою, що виникає з джерела Каната[en] (Κάναθος) поблизу Тиринфа, а богиня — Гера Парфенос («Незаймана»).
- Четверта — це сюжет з Пандорою. Щось подібне бачили на декількох вазах з Аттики.

## Світлини

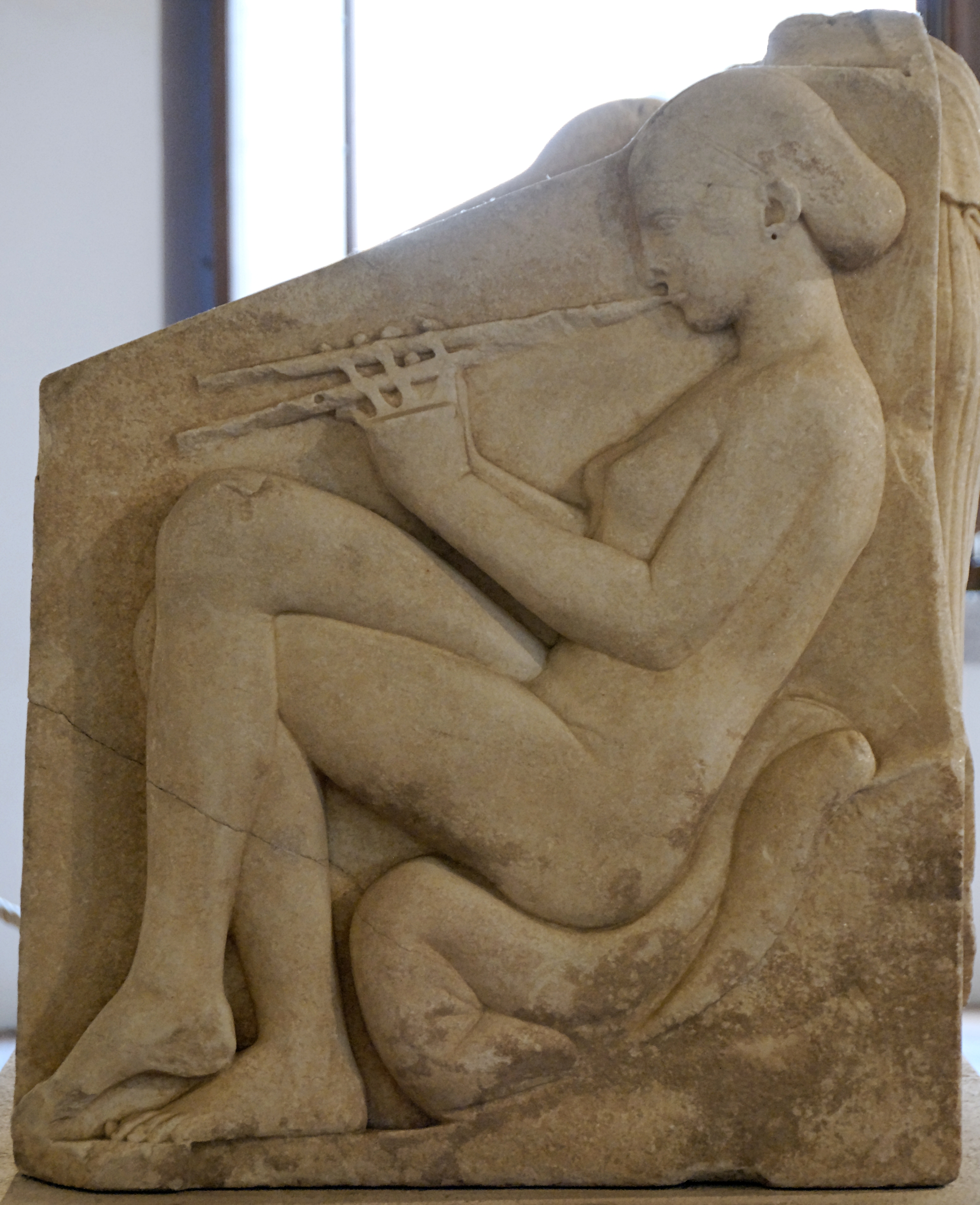
Ліва панель з гетерою, що грає на авлосі.
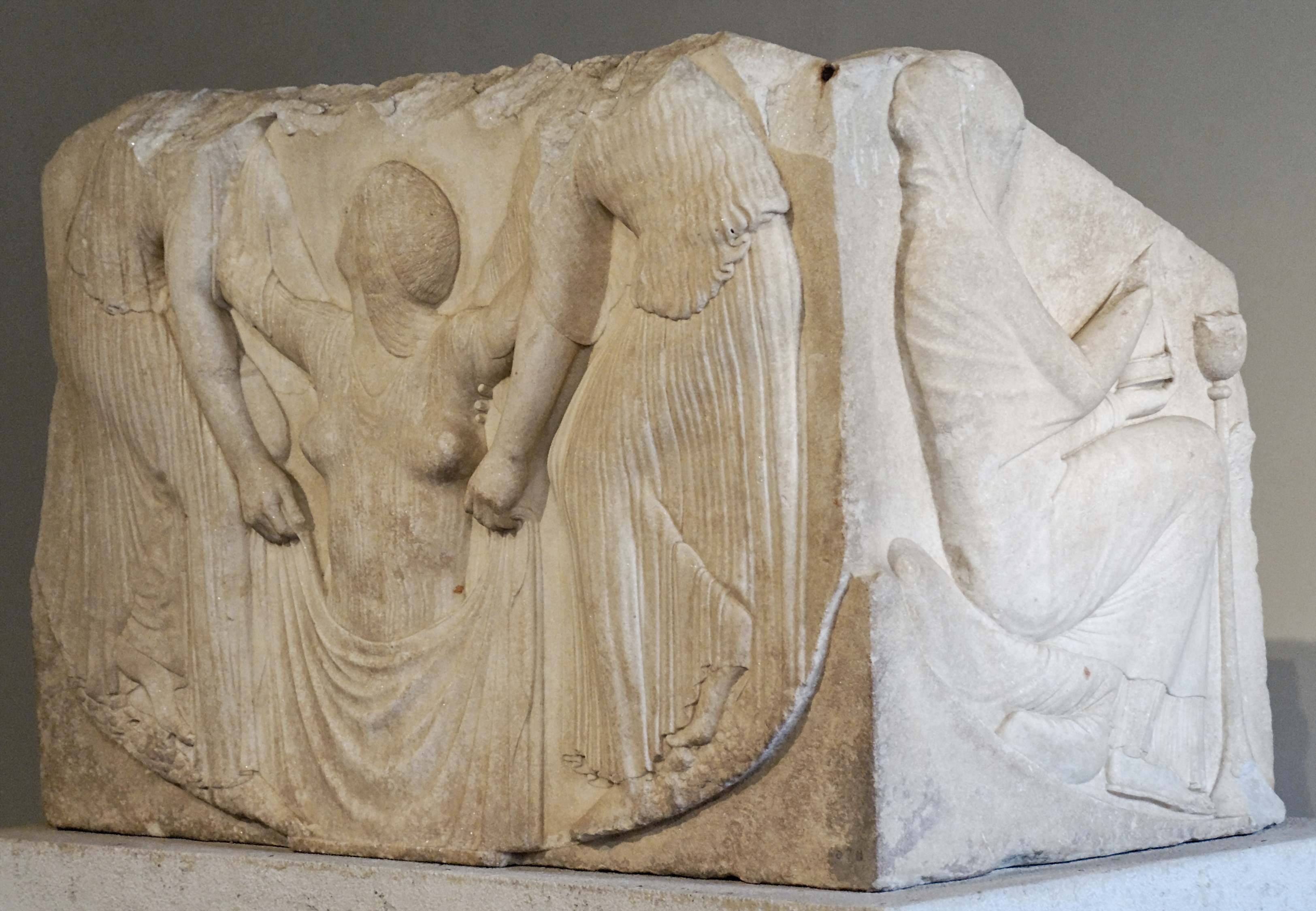
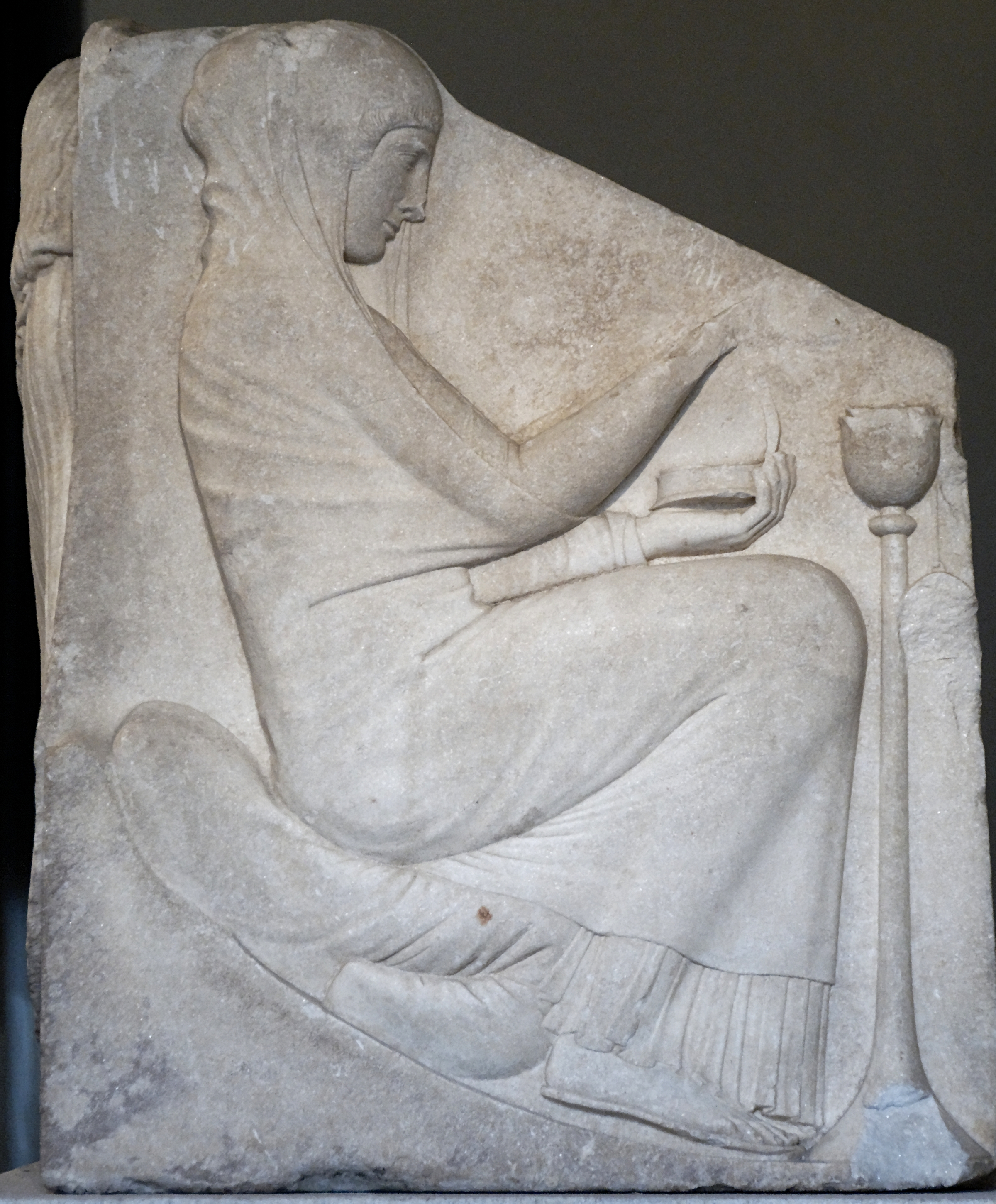
Права панель з матроною

## Варіант в Бостоні
Існує також варіант з трьома рельєфами в місті Бостон. Нині його зберігає Бостонський музей образотворчих мистецтв. Він був придбаний 1894 року, невдовзі після аукціону розпродажу збірок родини Людовізі. Пам'ятку придбав багатій Едвард Перрі Воррен, котрий передав артефакт у подарунок місту Бостон. Більшість дослідників скептично налаштована до варіанту в Бостоні і не вважає його оригіналом. Із цих міркувань трон в Бостоні зберігають у сховищі.